# Велико-Любінське водосховище
Велико-Любінське водосховище — водосховище, що розташоване у селищі Великий Любінь Городоцького району Львівської області.
Водосховище побудоване в 1930 році. Його води впадають в річку Верещиця (басейн Дністра). Реконструйоване в 1967 році. Велико-Любінське водосховище використовується для риборозведення. Тип водосховища — заплавне. Вид регулювання стоку — сезонне. Середня глибина: 1,3 м, максимальна — 2,8 м. Довжина — 2,5 км, найбільша ширина — 1,25 км. Об'єм води: повний — 1,84 млн м³, корисний — 1,69 млн м³. Площа водного дзеркала: 1,3 км².